# Love, Lust, Faith and Dreams Tour
El Love, Lust, Faith and Dreams Tour es la tercera gira mundial de la banda de rock estadounidense Thirty Seconds to Mars.

## Actos de apertura
- New Politics (USA)
- You Me at Six (Europa)
- Twin Atlantic (Europa)
- White Lies (Australia)

## Lista de temas
1. Birth
2. Night of the Hunter
3. Search and Destroy
4. This Is War
5. Conquistador
6. Kings and Queens
7. Do or Die
8. City of Angels
9. End of All Days
10. Save Me
11. Hurricane
12. Attack
13. From Yesterday
14. The Kill (Bury Me)
15. Closer to the Edge
16. Northern Lights
17. Up in the air

## Fechas de la giras
| Fecha                    | Ciudad                        | País                   | Lugar                                           |
| ------------------------ | ----------------------------- | ---------------------- | ----------------------------------------------- |
| Europa                   |                               |                        |                                                 |
| 5 de junio de 2013       | Varsovia                      | Polonia                | Impact Festival                                 |
| 6 de junio de 2013       | Berlín                        | Alemania               | Zitadelle                                       |
| 7 de junio de 2013       | Nürburg                       | Alemania               | Rock am Ring                                    |
| 9 de junio de 2013       | Núremberg                     | Alemania               | Rock im Park                                    |
| 12 de junio de 2013      | Moscú                         | Rusia                  | Maxidrom                                        |
| 14 de junio de 2013      | Nickelsdorf                   | Austria                | Nova Rock Festival                              |
| 15 de junio de 2013      | Landgraaf                     | Países Bajos           | Pinkpop Festival                                |
| 16 de junio de 2013      | Donington Park                | Reino Unido            | Download Festival                               |
| 19 de junio de 2013      | Estocolmo                     | Suecia                 | Gröna Lund                                      |
| 21 de junio de 2013      | Copenhague                    | Dinamarca              | Tivoli Gardens                                  |
| 23 de junio de 2013      | Oslo                          | Noruega                | Sentrum Scene                                   |
| 28 de junio de 2013      | Helsinki                      | Finlandia              | Rock the Beach Festival                         |
| 2 de julio de 2013       | Hradec Králové                | República Checa        | Rock for People                                 |
| 3 de julio de 2013       | Sopron                        | Hungría                | Volt Festival                                   |
| 5 de julio de 2013       | Arras                         | Francia                | Main Square Festival                            |
| 7 de julio de 2013       | Lovaina                       | Bélgica                | Rock Werchter                                   |
| 9 de julio de 2013       | París                         | Francia                | Grand Palais                                    |
| 10 de julio de 2013      | Colmar                        | Francia                | Colmar Open Air Theatre                         |
| 12 de julio de 2013      | Aix-les-Bains                 | Francia                | Aix les Bains Musilac Festival                  |
| 13 de julio de 2013      | Lucca                         | Italia                 | City Square Open Air                            |
| 14 de julio de 2013      | Padova                        | Italia                 | Anfiteatro Camerini Open Air                    |
| 16 de julio de 2013      | Nice                          | Francia                | Nice Crazy Week Festival                        |
| 18 de julio de 2013      | Six-Fours-les-Plages          | Francia                | Festival Voix Du Gaou                           |
| 19 de julio de 2013      | Bayonne                       | Francia                | Bayonne Arena Festival                          |
| 20 de julio de 2013      | Porto                         | Portugal               | Mares Vivas Festival                            |
| Asia                     |                               |                        |                                                 |
| 21 de agosto de 2013     | Tokio                         | Japón                  | Liquid Room                                     |
| Festivales               |                               |                        |                                                 |
| 14 de septiembre de 2013 | Río de Janeiro                | Brasil                 | Rock in Rio                                     |
| 18 de septiembre de 2013 | Londres                       | Reino Unido            | iTunes Festival                                 |
| Norteamérica             |                               |                        |                                                 |
| 20 de septiembre de 2013 | San Diego                     | Estados Unidos         | 91X Fest                                        |
| 21 de septiembre de 2013 | Las Vegas                     | Estados Unidos         | iHeartRadio Music Festival                      |
| 27 de septiembre de 2013 | Atlanta                       | Estados Unidos         | The Tabernacle                                  |
| 28 de septiembre de 2013 | Charlotte, Carolina del Norte | Estados Unidos         | Verizon Wireless Amphitheatre                   |
| 29 de septiembre de 2013 | Camden, Nueva Jersey          | Estados Unidos         | Susquehanna Bank Center                         |
| 1 de octubre de 2013     | Montreal                      | Canadá                 | Evenko Metropolis                               |
| 2 de octubre de 2013     | Montreal                      | Canadá                 | Evenko Metropolis                               |
| 3 de octubre de 2013     | Toronto                       | Canadá                 | The Sound Academy                               |
| 4 de octubre de 2013     | Columbus, Texas               | Estados Unidos         | Lifestyle Communities Pavilion                  |
| 5 de octubre de 2013     | Sterling Heights, Míchigan    | Estados Unidos         | Freedom Hill Amphitheatre                       |
| 8 de octubre de 2013     | Denver                        | Estados Unidos         | Fillmore Auditorium                             |
| 9 de octubre de 2013     | Magna, Utah                   | Estados Unidos         | The Great Salt Air                              |
| 11 de octubre de 2013    | San José, California          | Estados Unidos         | Event Center Arena                              |
| 12 de octubre de 2013    | Los Ángeles                   | Estados Unidos         | Hollywood Bowl                                  |
| Europa                   |                               |                        |                                                 |
| 29 de octubre de 2013    | Lisboa                        | Portugal               | MEO Arena                                       |
| 30 de octubre de 2013    | Madrid                        | España                 | Palacio Vistalegre                              |
| 31 de octubre de 2013    | Barcelona                     | España                 | Palau Municipal d'Esports de Badalona           |
| 2 de noviembre de 2013   | Milán                         | Italia                 | Mediolanum Forum                                |
| 3 de noviembre de 2013   | Colonia                       | Alemania               | Lanxess Arena                                   |
| 5 de noviembre de 2013   | Zúrich                        | Suiza                  | Hallenstadion                                   |
| 6 de noviembre de 2013   | Múnich                        | Alemania               | Olympiahalle                                    |
| 7 de noviembre de 2013   | Frankfurt                     | Alemania               | Festhalle                                       |
| 8 de noviembre de 2013   | Hamburgo                      | Alemania               | O2 World                                        |
| 11 de noviembre de 2013  | Antwerp                       | Bélgica                | Lotto Arena                                     |
| 12 de noviembre de 2013  | Ámsterdam                     | Países Bajos           | Ziggo Dome                                      |
| 14 de noviembre de 2013  | Cardiff                       | Reino Unido            | Motorpoint Arena                                |
| 15 de noviembre de 2013  | Birmingham                    | Reino Unido            | National Indoor Arena                           |
| 18 de noviembre de 2013  | Newcastle upon Tyne           | Reino Unido            | Metro Radio Arena                               |
| 19 de noviembre de 2013  | Glasgow                       | Reino Unido            | The Hydro                                       |
| 21 de noviembre de 2013  | Nottingham                    | Reino Unido            | Capital FM Arena                                |
| 22 de noviembre de 2013  | Plymouth                      | Reino Unido            | Plymouth Pavilions                              |
| 23 de noviembre de 2013  | Londres                       | Reino Unido            | O2 Arena                                        |
| 24 de noviembre de 2013  | Mánchester                    | Reino Unido            | Manchester Arena                                |
| 25 de noviembre de 2013  | Dublín                        | Irlanda                | O2 Arena                                        |
| 26 de noviembre de 2013  | Belfast                       | Reino Unido            | Belfast Odyssey                                 |
| Norteamérica             |                               |                        |                                                 |
| 29 de noviembre de 2013  | Tucson, Arizona               | Estados Unidos         | Rialto Theatre                                  |
| 30 de noviembre de 2013  | Las Vegas                     | Estados Unidos         | The Joint                                       |
| 5 de diciembre de 2013   | Grand Prairie, Texas          | Estados Unidos         | Verizon Theatre at Grand Prairie                |
| 7 de diciembre de 2013   | San Petersburgo, Florida      | Estados Unidos         | 97X Next Big Thing                              |
| 8 de diciembre de 2013   | Jacksonville, Florida         | Estados Unidos         | X102.9′s The Big Ticket at Metropolitan Park    |
| 10 de diciembre de 2013  | Nashville, Tennessee          | Estados Unidos         | War Memorial Auditorium                         |
| 12 de diciembre de 2013  | San Luis, Misuri              | Estados Unidos         | The Pageant                                     |
| 14 de diciembre de 2013  | Cincinnati                    | Estados Unidos         | Bogart's                                        |
| 15 de diciembre de 2013  | Indianápolis                  | Estados Unidos         | Egyptian Room                                   |
| 18 de diciembre de 2013  | Richmond, Virginia            | Estados Unidos         | XL102′s Miracle on Broad Street at The National |
| 19 de diciembre de 2013  | Norfolk, Virginia             | Estados Unidos         | Norva Theatre                                   |
| 21 de diciembre de 2013  | Tulsa, Oklahoma               | Estados Unidos         | Z104.5 The Edge's Christmas Concert             |
| Norteamérica             |                               |                        |                                                 |
| 21 de enero de 2014      | Guadalajara                   | México                 | Auditorio Telmex                                |
| 22 de enero de 2014      | Monterrey                     | México                 | Auditorio Banamex                               |
| 24 de enero de 2014      | Ciudad de México              | México                 | Palacio de los Deportes                         |
| Europa                   |                               |                        |                                                 |
| 14 de febrero de 2014    | Lyon                          | Francia                | Halle Tony Garnier                              |
| 15 de febrero de 2014    | Lille                         | Francia                | Zenith                                          |
| 17 de febrero de 2014    | París                         | Francia                | Zénith de París                                 |
| 18 de febrero de 2014    | París                         | Francia                | Zénith de París                                 |
| 19 de febrero de 2014    | Stuttgart                     | Alemania               | Schleyerhalle                                   |
| 21 de febrero de 2014    | Copenhague                    | Dinamarca              | Falkoner                                        |
| 22 de febrero de 2014    | Estocolmo                     | Suecia                 | Stora Arenan                                    |
| 23 de febrero de 2014    | Oslo                          | Noruega                | Oslo Spektrum                                   |
| 25 de febrero de 2014    | Berlín                        | Alemania               | O2 World                                        |
| 26 de febrero de 2014    | Hannover                      | Alemania               | TUI Arena                                       |
| 8 de marzo de 2014       | Helsinki                      | Finlandia              | Hartwall Arena                                  |
| 10 de marzo de 2014      | Minsk                         | Bielorrusia            | Minsk-Arena                                     |
| 12 de marzo de 2014      | Kiev                          | Ucrania                | Palacio de Deportes                             |
| 14 de marzo de 2014      | Krasnodar                     | Rusia                  | Olympus Arena                                   |
| 15 de marzo de 2014      | Rostov del Don                | Rusia                  | Rostov Sports Palace                            |
| 16 de marzo de 2014      | Moscú                         | Rusia                  | Estadio Olimpiski                               |
| 18 de marzo de 2014      | San Petersburgo               | Rusia                  | Saint-Petersburg Sports and Concert Complex     |
| Australia                |                               |                        |                                                 |
| 25 de marzo de 2014      | Perth                         | Australia              | HBF Stadium                                     |
| 28 de marzo de 2014      | Melbourne                     | Australia              | Hisense Arena                                   |
| 29 de marzo de 2014      | Sídney                        | Australia              | Qantas Credit Union Arena                       |
| 30 de marzo de 2014      | Brisbane                      | Australia              | Riverstage                                      |
| Asia                     |                               |                        |                                                 |
| 2 de abril de 2014       | Osaka                         | Japón                  | Big Cat                                         |
| 3 de abril de 2014       | Tokio                         | Japón                  | Shibuya-Ax                                      |
| 5 de abril de 2014       | Bangkok                       | Tailandia              | Bitec Bangna                                    |
| Europa                   |                               |                        |                                                 |
| 19 de junio de 2014      | Turín                         | Italia                 | Palasport Olimpico                              |
| 20 de junio de 2014      | Roma                          | Italia                 | Rock in Roma                                    |
| 22 de junio de 2014      | Rybnik                        | Polonia                | Rybnik Stadium                                  |
| 25 de junio de 2014      | Mönchengladbach               | Alemania               | Warsteiner HockeyPark                           |
| 27 de junio de 2014      | Roeser                        | Luxemburgo             | Rock A Field                                    |
| 28 de junio de 2014      | Piešťany                      | Eslovaquia             | TopFest                                         |
| 30 de junio de 2014      | Praga                         | República Checa        | Tipsport Arena                                  |
| 1 de julio de 2014       | Viena                         | Austria                | Rinderhalle                                     |
| 2 de julio de 2014       | Linz                          | Austria                | Linz Castle                                     |
| 3 de julio de 2014       | Sopron                        | Hungría                | Volt Festival                                   |
| 5 de julio de 2014       | Bucarest                      | Rumania                | Romexpo                                         |
| 6 de julio de 2014       | Sofía                         | Bulgaria               | Sofia Rocks Festival                            |
| 9 de julio de 2014       | Yaroslavl                     | Rusia                  | Arena 2000                                      |
| 11 de julio de 2014      | Kazán                         | Rusia                  | TatNeft Arena                                   |
| 13 de julio de 2014      | Ekaterimburgo                 | Rusia                  | KRK Uralets                                     |
| 15 de julio de 2014      | Tallin                        | Estonia                | Saku Suurhall Arena                             |
| 17 de julio de 2014      | Vienne                        | Francia                | Theatre Antique                                 |
| 18 de julio de 2014      | Cannes                        | Francia                | Palais des Festivals Terrace                    |
| 20 de julio de 2014      | Carhaix                       | Francia                | Vieilles Charrues Festival                      |
| 22 de julio de 2014      | Nyon                          | Suiza                  | Paléo Festival                                  |
| 24 de julio de 2014      | Saint-Tropez                  | Francia                | Citadelle                                       |
| 25 de julio de 2014      | Corsica                       | Francia                | Patrimonio Le Nuits de La Guitare               |
| Parte 10                 |                               |                        |                                                 |
| Septiembre de 2014       | Las Vegas                     | Estados Unidos         | The Cosmopolitan                                |
| Latinoamérica            |                               |                        |                                                 |
| 3 de octubre de 2014     | San Juan                      | Puerto Rico            | Coliseo de Puerto Rico José Miguel Agrelot      |
| 5 de octubre de 2014     | San José                      | Costa Rica             | Palacio de los Deportes (Heredia)               |
| 7 de octubre de 2014     | Quito                         | Ecuador                | Agora de la Casa de la Cultura                  |
| 9 de octubre de 2014     | Lima                          | Perú                   | Parque de la Exposición                         |
| 11 de octubre de 2014    | Buenos Aires                  | Argentina              | Luna Park                                       |
| 12 de octubre de 2014    | Buenos Aires                  | Argentina              | La Rural                                        |
| 14 de octubre de 2014    | Santiago                      | Chile                  | Movistar Arena                                  |
| 16 de octubre de 2014    | São Paulo                     | Brasil                 | Espaço das Americas                             |
| 18 de octubre de 2014    | Río de Janeiro                | Brasil                 | Fundicao Progresso                              |
| 19 de octubre de 2014    | Río de Janeiro                | Brasil                 | Fundicao Progresso                              |
| 21 de octubre de 2014    | Brasilia                      | Brasil                 | Opera Hall                                      |
| 24 de octubre de 2014    | Asunción                      | Paraguay               | Yacht & Golf Club Paraguayo                     |
| 26 de octubre de 2014    | Ciudad de Panamá              | Panamá                 | Pixbae Rock Fest- Plaza Figali                  |
| Sudáfrica                |                               |                        |                                                 |
| 21 de noviembre de 2014  | Johannesburgo                 | Sudáfrica              | Coca-Cola Dome                                  |
| 23 de noviembre de 2014  | Cape Town                     | Sudáfrica              | Grandwest Arena                                 |
| Europa                   |                               |                        |                                                 |
| 8 de marzo de 2015       | Sochi                         | Rusia                  | Shayba Arena                                    |
| 10 de marzo de 2015      | Vorónezh                      | Rusia                  | Voronezh Sports Palace                          |
| 13 de marzo de 2015      | Volgogrado                    | Rusia                  | Sports Palace                                   |
| 15 de marzo de 2015      | Tolyatti                      | Rusia                  | Volgar’ Sports Palace                           |
| 18 de marzo de 2015      | San Petersburgo               | Rusia                  | Saint-Petersburg Sports and Concert Complex     |
| 22 de marzo de 2015      | Moscú                         | Rusia                  | Olympic Stadium                                 |
| 23 de marzo de 2015      | Ufá                           | Rusia                  | Sports Palace                                   |
| 24 de marzo de 2015      | Cheliábinsk                   | Rusia                  | Arena Unost                                     |
| 26 de marzo de 2015      | Perm                          | Rusia                  | Sports Palace                                   |
| 28 de marzo de 2015      | Omsk                          | Rusia                  | Sport Palace Blinova                            |
| 29 de marzo de 2015      | Novosibirsk                   | Rusia                  | LDS Sibir                                       |
| 31 de marzo de 2015      | Krasnoyarsk                   | Rusia                  | Sport Palace Yarygina                           |
| 2 de abril de 2015       | Nizhni Nóvgorod               | Rusia                  | Novgorod Expo Yarmarka                          |
| 4 de abril de 2015       | Minsk                         | Bielorrusia            | Chizhovka Arena                                 |
| 2 de mayo de 2015        | Ischgl                        | Austria                | Silvretta Arena                                 |
| 4 de mayo de 2015        | Sopot                         | Polonia                | Ergo Arena                                      |
| 6 de mayo de 2015        | Kiev                          | Ucrania                | Kiev Sports Palace                              |
| 25 de septiembre de 2015 | Dubái                         | Emiratos Árabes Unidos | Dubai World Trade Centre Arena                  |
| 27 de septiembre de 2015 | Getafe                        | España                 | Polideportivo San Isidro                        |